# Reflujo gastroesofágico
La enfermedad por reflujo gastroesofágico (RGE o ERGE) es una enfermedad crónica del tracto gastrointestinal superior que se caracteriza por la presencia de síntomas crónicos o daño en la mucosa del esófago a causa de un reflujo anormal del contenido del estómago hacia el esófago.
La palabra reflujo significa "ir en contra de un flujo"; en este caso, en contra del flujo normal de los alimentos. Al tragarlos, los alimentos pasan de la boca a la garganta (faringe), luego al esófago y después al estómago. En el estómago, los alimentos se mezclan con los jugos gástricos, que entre otras cosas se componen de ácido (el cual es necesario para digerir las proteínas). Este ácido no daña al estómago porque el órgano produce una sustancia mucosa que lo protege de la acción del ácido clorhídrico; sin embargo, este mucus protector no es producido por el esófago, la faringe o la boca. Si los alimentos y el ácido del estómago regresan al esófago, producirán irritación y quemaduras. Cuando el esófago está constantemente irritado por el ácido del estómago, se presentan los síntomas del reflujo gastroesofágico: agruras (pirosis), tos crónica (que dura más de un mes), falta de aire (a causa de un broncoespasmo), dificultad para tragar (disfagia) y en los casos más graves, dolor al tragar (odinofagia) o dolor en el pecho que se puede extender al cuello y la mandíbula; este dolor se debe a inflamación del esófago por lo que el reflujo es considerado una enfermedad crónica degenerativa, aumentando su sintomatología con el paso de los años (esofagitis) y puede ser fácilmente confundido con un infarto de corazón.
Es importante el diagnóstico precoz de esta enfermedad, debido al riesgo asociado de desarrollar cáncer de esófago si no se recibe tratamiento oportuno, así como un aumento del riesgo de desarrollar cáncer en la cabeza y el cuello y cáncer de pulmón.
Lo anterior suele deberse a cambios transitorios o permanentes en los mecanismos que evitan que el contenido del estómago regrese al esófago. Las causas pueden ser una insuficiencia del esfínter esofágico inferior, relajación transitoria del esfínter esofágico inferior, una alteración en la expulsión del reflujo gástrico desde el esófago o una hernia hiatal. Si el reflujo alcanza la faringe, se llamará enfermedad por reflujo laringo-faríngeo y producirá pirosis con mayor frecuencia.[cita requerida]

## Fisiopatología
Las relajaciones transitorias del esfínter esofágico inferior son el principal mecanismo causante de la enfermedad por reflujo gastroesofágico (ERGE).[cita requerida]
El  esfínter esofágico inferior (EEI) es la parte final del esófago en su unión con el estómago y, aunque anatómicamente no posee características de esfínter anatómico, funcionalmente es el encargado de mantener la presión esofágica, mayor que la presión intragástrica, impidiendo el paso de contenido gástrico en sentido inverso.[cita requerida]
El RGE ocurre cuando el EEI no se cierra correctamente y el contenido de estómago se escapa o refluye, hacia el esófago.[cita requerida]
El contenido gástrico es de pH ácido por lo cual produce la sensación de ardor epigástrico detrás del pecho (pirosis) y si llega a la garganta o boca, tiene un sabor ácido y amargo, síntoma que se denomina regurgitación. La pirosis es un síntoma común, pero no necesariamente significa la existencia de una ERGE. Cualquier persona, incluyendo bebés, niños, y mujeres embarazadas, pueden presentar ERGE.
Después de una comida, el EEI sigue estando generalmente cerrado. Cuando se relaja, permite que partículas de ácido o de alimento refluyan hacia el esófago. En pacientes con RGE, la distensión gástrica inducida experimentalmente aumenta el número de relajaciones transitorias de EEI, que son la causa principal de los episodios del reflujo.
A medida que el número de relajaciones transitorias del EEI aumenta, la frecuencia de los episodios de reflujo incrementa, de tal modo que el tiempo acumulativo de contacto del material ácido con la mucosa esofágica aumenta.
Otro factor que aumenta el tiempo de exposición al ácido del esófago en pacientes con RGE es la peristalsis esofágica ineficaz. Aunque ocurre la peristalsis, la onda generada es ineficaz debido a la amplitud disminuida de las ondas peristálticas secundarias.
Los pacientes con reflujo patológico experimentan a menudo muchos episodios de reflujo de corta duración y/o varios episodios prolongados donde el ácido puede permanecer en el esófago por hasta varias horas.
Aunque la duración de la exposición ácida del esófago se correlaciona con la frecuencia de síntomas, y con el grado y la severidad de lesión mucosal del esófago, el grado de daño de la mucosa esofágica puede aumentar marcadamente si el pH luminal es menor a 2, o si la pepsina o las sales de bilis conjugadas están presentes en el reflujo.
Las lesiones histopatológicas asociadas al RGE incluyen eritema, erosiones aisladas, erosiones confluentes, erosiones circunferenciales, úlceras profundas, el reemplazo del epitelio del esófago normal con el epitelio intestinal (esófago de Barrett).
Otras lesiones asociadas indirectamente son la aspiración pulmonar, la tos crónica, y la laringitis.
La hernia hiatal es una condición que predispone al reflujo.  Ocurre cuando parte del estómago se desplaza a través del hiato diafragmático (agujero en el diafragma por el que el esófago pasa al abdomen) desde la cavidad abdominal hacia el tórax.  La localización anormal del estómago hace que se ejerza presión externa sobre el contenido gástrico lo que promueve el reflujo.  Además en ausencia de hernia hiatal, el EEI y el hiato diafragmático están alineados y de alguna forma el segundo refuerza al EEI; esta relación está perdida en la hernia hiatal.

### Mecanismos del reflujo
- Relajaciones transitorias del esfínter esofágico inferior: Es el mecanismo más frecuente para el reflujo en pacientes con presiones adecuadas del esfínter. Estas relajaciones están mediadas por reflejos vagales.
- Relajaciones del esfínter esofágico inferior inducido por la deglución.
- Presión hipotensa del esfínter esofágico inferior, dos diferentes contextos; uno inducido por estiramiento y el otro un reflujo libre. 
  - Por estiramiento, el paciente tiene un esfínter relativamente débil y es abierto abruptamente por un estornudo, estiramiento o mala posición.
  - Reflujo libre, un esfínter con una presión por debajo de 10 mmHg y con esofagitis, rara vez se presenta sin esofagitis previa. La presencia de hernia hiatal disminuye el tono del EEI.

## Síntomas
El reflujo puede ser asintomático. La pirosis es el síntoma más frecuente, pudiendo aparecer también regurgitación, dolor torácico o disfagia. La odinofagia (dolor con la deglución) es un síntoma raro en esta enfermedad y si es importante se debe sospechar la existencia de una erosión o una úlcera esofágica.
También pueden aparecer hemorragias, faringitis, laringitis, crisis de broncoespasmo (similares a las crisis asmáticas), neumonías aspirativas o incluso fibrosis pulmonar. Las manifestaciones en el aparato respiratorio pueden deberse a aspiraciones directas del contenido refluido hacia el árbol respiratorio o a reflejos de broncoespasmo desencadenados por la presencia del ácido en el esófago, vía nervio vago. Su sintomatología podría compararse con la de una enfermedad crónica debido a que es una afección sin una cura a largo plazo o posible, y degenerativa por la esofagitis, pérdida de peso, vómitos; si no se controla se puede desarrollar cáncer.
El dolor de esófago puede ser producto además del exceso de alcohol durante un período extendido. Principalmente cuando no se le da mayor descanso a los órganos.
A nivel dental el reflujo produce unas erosiones características en las piezas dentarias a causa de su acidez.

## Factores predisponentes
El reflujo puede ser desencadenado por una serie de factores como: el aumento de la presión abdominal (por embarazo, obesidad, uso de fajas), por ciertos medicamentos (antagonistas del calcio, anticolinérgicos), por el tabaco.
Ciertas enfermedades pueden provocar reflujo gastroesofágico, tales como la enfermedad celíaca sin tratamiento y la esclerosis sistémica. En las personas con enfermedad celíaca activa, el reflujo gastroesofágico crónico y posterior esofagitis crónica parecen ser las causas de la elevada prevalencia de cáncer de esófago. El riesgo es alto cuando la enfermedad permanece sin diagnosticar y disminuye una vez instaurado el tratamiento con la dieta sin gluten estricta y mantenida, que parece ejercer un efecto protector. El RGE puede ser un síntoma de un síndrome de activación mastocitaria (MCAS).
La hernia hiatal predispone al reflujo como se explicó en la fisiopatología.
Ni el estrés ni las comidas con alto contenido en grasas son causantes del reflujo gastroesofágico. Asimismo, si bien algunos autores han apuntado la posibilidad de que los síntomas de reflujo sean desencadenados por ciertos alimentos, como el chocolate, el café, el alcohol, los zumos ácidos, las bebidas carbonatadas y las cebollas, no hay pruebas concluyentes de ello.

## Diagnóstico
El diagnóstico de RGE es clínico y depende de los síntomas, sin embargo, es posible la objetivización médica de la patología por medio de algunos estudios.
- La esofagogastroduodenoscopia es el examen más utilizado para el diagnóstico de reflujo gastroesofágico. Puede detectar lesiones en la mucosa esofágica como erosiones y úlceras que son producidas por el reflujo gástrico ácido. Al encontrarlas se puede diagnosticar una esofagitis por reflujo gastroesofágico. También puede diagnosticar la hernia hiatal que predispone al reflujo. Es posible y frecuente que este estudio sea normal en un paciente con RGE. Cuando hay reflujo y no se encuentran erosiones se suele clasificar como enfermedad por reflujo gastroesofágico no erosiva.

- La pH-metría es la medición de pH de 24 horas es un estudio en el que, como su nombre lo indica, se monitoriza por medio de una sonda en el esófago el pH de este. El paciente anota cuando tiene síntomas y el estudio es leído posteriormente por el médico. Con frecuencia, los síntomas se asocian a los episodios de reflujo (medición más baja del pH), pero esto no siempre ocurre.

- La manometría esofágica es otro estudio utilizado, en el cual se mide la presión del EEI y la movilidad del esófago asociada a la ingesta de líquidos.

- La impedanciometría es un estudio más avanzado el que registra y diferencia el pasaje por el esófago de sólido (bolo alimenticio), líquido (reflujo) y gas, a la vez que registra una pHmetría de 24 h. Es de particular utilidad cuando el reflujo es de sustancias no ácidas (que tienen un pH alto), pero que producen síntomas, como la pepsina y los ácidos biliares. El principio se basa en medir las diferencias de conductividad eléctrica en el esófago distal provocadas por la presencia de distintas sustancias en la luz del mismo, por tanto no depende del pH del líquido asociado al reflujo.

### Diagnóstico diferencial
Pueden aparecer síntomas similares a los de la ERGE en otras alteraciones esofágicas y extraesofágicas como son la acalasia, el divertículo de Zenker, gastroparesia, litiasis biliar, úlceras pépticas, dispepsia funcional y la angina de pecho. Estas patologías suelen descartarse al no responder con tratamiento agresivo con IBP.[cita requerida]

## Tratamiento
El tratamiento se basa en tomar medidas posturales y alimentarias que eviten que se produzca reflujo, acompañada de fármacos si es necesario, pero estas medidas no curarán la afección solo evitarán que se produzca, la realidad es que no hay cura definitiva para el ERGE ni con cirugía, los pacientes tendrán que limitarse de por vida reduciendo su calidad de vida notablemente, no hay tratamientos innovadores para combatir el ERGE de manera eficaz.[cita requerida]

### Recomendaciones generales
Entre las recomendaciones efectivas para disminuir los síntomas del reflujo cabe destacar la pérdida de peso, dejar de fumar, cenar temprano y elevar la cabecera de la cama.

### Tratamiento farmacológico
Actualmente el tratamiento del reflujo se basa en la supresión del ácido provocado en el estómago. Los medicamentos que han mostrado ser efectivos son los inhibidores de la bomba de protones como el omeprazol, el lansoprazol, el pantoprazol, el rabeprazol y el esomeprazol. Los síntomas de la esofagitis erosiva característica de ciertos estudios avanzados del reflujo gastroesofágico tienden a recurrir en más del 80 % de los pacientes, antes de los seis meses después de descontinuar la administración de inhibidores de la bomba de protones. Por esa razón, puede que sea necesaria una terapia de mantenimiento a largo plazo con una dosis completa o a mitad de la dosis para inhibir la recurrencia u otras complicaciones de la enfermedad.
Medicamentos como los bloqueadores de los receptores de histamina 2 (cimetidina, famotidina, nizatidina, ranitidina) que antes eran de utilidad para tratar esta condición, en la actualidad están en desuso debido a su retirada del mercado por la FDA.El uso de procinéticos como metoclopramida o itroprida es de utilidad cuando el reflujo gastroesofágico está acompañado de síntomas de dispepsia.
No obstante, la eficacia tanto de los inhibidores de la bomba de protones como de los bloqueadores de los receptores de histamina 2 es cuestionable y actuales evidencias demuestran que el riesgo de efectos secundarios adversos es elevado, especialmente en tratamientos de larga duración y en los niños. Entre ellos, cabe destacar el aumento del riesgo de fracturas (por desmineralización ósea, probablemente debida a la malabsorción del calcio), de infecciones del tracto gastrointestinal, de alergias a alimentos y de neumonías; interacciones con otros tratamientos farmacológicos, y aparición o aumento de los síntomas de reflujo al retirar el tratamiento con inhibidores de la bomba de protones. Por lo tanto, en los niños estas medicaciones se deben evitar o usar con precaución, y solamente después de que otras medidas no farmacológicas hayan fracasado.
La evidencia actual sobre medicamentos es incierta tanto para bebés como para niños mayores, especialmente en relación con los inhibidores de la bomba de protones. El estudio de Revisión Sistemática por Cochrane analizó 36 investigaciones globales pero no pudo recomendar tratamientos de manera concluyente. Hay preocupaciones debido a la inconsistencia de los datos y la posible influencia farmacéutica en varios estudios.
En episodios de reflujo no ácido, el tratamiento supresor del ácido no tiene ninguna utilidad. Hay crecientes evidencias de que la mayoría de los síntomas de reflujo podrían no estar relacionados con el ácido. No obstante, cada vez se prescriben más los inhibidores de la bomba de protones, a menudo sin realizar una evaluación completa del paciente y sin evidencias objetivas de una esofagitis.

### Tratamiento quirúrgico
Cuando existe hernia hiatal, se puede usar la alternativa quirúrgica para el tratamiento del RGE. La cirugía más utilizada es la fundoplicatura de Nissen. En esta cirugía se toma parte del fondo gástrico y se tracciona alrededor del EEI, posteriormente se fija. Esto cura la hernia hiatal. Es efectivo para los pacientes que han mostrado respuesta adecuada a los inhibidores de bomba de protones. Los pacientes refractarios a este tratamiento son malos candidatos para esta cirugía. Anteriormente se usaban técnicas diferentes a la fundoplicatura de Nissen o de Toupet. Lo que se buscaba era fijar el hiato esofágico al EEI, pero la efectividad de la cirugía no tenía buen pronóstico. Posteriormente se hacían cirugías como la gastropexia de Hill, en la cual se fija la curvatura mayor del estómago a la pared abdominal anterior, aunque la efectividad de la cirugía era mejor, muchos de los pacientes seguían teniendo ERGE después del tratamiento quirúrgico, por lo que se propusieron las fundoplicaturas.[cita requerida]
Hay que tener claro que el reflujo se da por una falla de los nervios que controlan el cardias (funciona como una puerta automática); más específicamente, el nervio vago, y existen tratamientos enfocados a esa falla nerviosa como el procedimiento Endostim y procedimiento Stretta que usan la neuroestimulación como técnica base, otro tratamiento novedoso es la mucosectomia anti-reflujo que crea una especie de cicatriz en el cardias para una mejor función. Estos procedimientos endoscopicos hoy por hoy son alternativas de mínima invasión, bien estudiadas, que ofrecen ventajas sobre la funduplicatura en ciertos casos donde sean viables de realizar. Obteniendo resultados favorables, sobre todo si además se acompaña con cambios en el estilo de vida